# Dom na placu Kudryńskim
Dom na placu Kudryńskim (ros. жилой дом на Кудринской площади, dosłownie dom mieszkalny na placu Kudryńskim) – wieżowiec w Moskwie w Rosji zbudowany w latach 1950–1954, zaliczany do tak zwanych Siedmiu Sióstr, zaprojektowany przez radzieckiego architekta Michaiła Posochina.
Budynek mierzy 160 metrów wysokości i ma 22 kondygnacje nadziemne, z czego 17 jest użytkowych. Centralna wieża budynku zwieńczona jest 30-metrową iglicą, z pięcioramienną czerwoną gwiazdą na szczycie.